# 코츠랜드

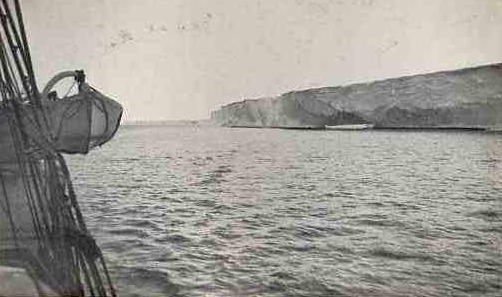
1915년 1월 제국 남극 횡단 탐험대가 관찰한 케어드 해안의 가파른 빙벽.

코츠랜드(Coats Land)는 퀸모드랜드 서쪽에 위치한 남극 지역의 하나로, 웨들해의 동부 해안을 형성하며 20º00´W와 36º00´W 사이의 북동-남서 방향으로 뻗어있다. 북동부 지역은 1902~1904년 SNAE(Scottish National Antarctic Expedition)의 윌리엄 S. 브루스에 의해 스코티아로부터 발견되었다. 그는 탐험대의 두 최고 지원자들인 제임스 코츠 주니어와 메이저 앤드루 코츠의 이름을 따서 이름을 코츠랜드(Coats Land)로 정했다.